# Theo de Rooij
Theo de Rooij   (Harmelen, 25 d'abril de 1957) és un ciclista neerlandès, ja retirat, que fou professional entre 1980 i 1990.
En el seu palmarès destaquen la general de la Rheinland-Pfalz Rundfahrt de 1978 i la Volta a Alemanya de 1982. Entre el 1986 i el 2007 va fer de mànager a l'equip Rabobank ProTeam de l'UCI ProTour. Va dimitir dels seus càrrecs en aquest equip després del Tour de França de 2007, cursa en la què va prendre la decisió de retirar de la cursa a Michael Rasmussen mentre liderava la classificació general i tenia la cursa gairebé al sarró.

## Palmarès
- 1978
  - Campió del món universitari
  - 1r a la Rheinland-Pfalz Rundfahrt
  - 1r a la Volta a Eslovàquia
- 1979
  - 1r a la Ronde van Noord-Holland
  - Vencedor d'una etapa de la Volta a la RDA
- 1980
  - 1r al Campionat de Flandes
  - Vencedor d'una etapa del Tour de Romandia
- 1981
  - 1r al Grand Prix de l'Union
  - Vencedor d'una etapa de la Setmana Catalana
- 1982
  - 1r a la Volta a Alemanya i vencedor d'una etapa
  - 1r al Trofeu Laigueglia
  - Vencedor d'una etapa de la Volta a Suïssa
- 1983
  - 1r al Grand Prix de l'Union
  - 1r al Tour d'Hainaut Occidentale
- 1984
  - 1r a Profronde de Stiphout
- 1985
  - 1r a Mijl van Mares
  - Vencedor d'una etapa de la Setmana Catalana
  - Vencedor d'una etapa de la Volta a Noruega
- 1989
  - Vencedor d'una etapa de la Volta a Luxemburg
  - Vencedor d'una etapa de la Volta als Països Baixos

### Resultats al Tour de França
- 1981. 39è de la classificació general
- 1982. 19è de la classificació general
- 1983. 29è de la classificació general
- 1984. 59è de la classificació general
- 1985. 80è de la classificació general
- 1987. 91è de la classificació general
- 1988. Abandona (18a etapa)
- 1989. 125è de la classificació general

### Resultats al Giro d'Itàlia
- 1987. 111è de la classificació general
- 1988. 79è de la classificació general
- 1990. 161è de la classificació general

### Resultats a la Volta a Espanya
- 1985. 38è de la classificació general